# 日曜日の殺人事件
『日曜日の殺人事件』（英題: Murder on a Sunday Morning, 仏題: Un coupable idéal）は、ジャン・グザビエ・ド・レストラード監督によるドキュメンタリー映画である。無実の15歳少年が殺人を犯したとして不当に告発されたブレントン・バトラー事件を扱っている。第74回アカデミー賞で長編ドキュメンタリー映画賞を受賞した。

## 内容
2000年、フロリダ州ジャクソンビルでブレントン・バトラーは観光客を殺害したとして逮捕される。検察側は被害者の夫による証言と強要されたバトラーの自白をもとに起訴する。